# MK 12 (винтовка)
Винтовка MK12 Специальная (SPR) — полуавтоматическая марксманская винтовка, используемая Силами специальных операций США. Входит в семейство винтовок AR - 10. Существует в вариантах MK 12 Mod 0, Mod 1 и Mod H.

## История
MK 12 SPR, используемая Силами специальных операций армии и ВМС США, представляет собой сильно модифицированный вариант автоматической винтовки M16 из семейства AR-10 под патроны стандарта 5,56 × 45 мм НАТО. Концепция SPR была первоначально предложена Марком Вестромом, нынешним президентом ArmaLite, во время работы в Рок-Айлендском арсенале в 2000 году. Разработка была результатом стремления сил специальных операций армии и флота США к винтовке с большей дальностью стрельбы, чем у карабина M4, но короче, чем у SR-25.
Различные подразделения армии США, по-видимому, обычно используют разные версии SPR. Различные фотографии, опубликованные Министерством обороны США или полученные в частном порядке, показывают, что большинство солдат спецназа армии США используют вариант Mk 12 Mod 0 и Mod H, в то время как служащие УСпН ВМС США и рейнджеры армии США, исходя из полученных снимков, используют версию Mk 12 Mod 1.
В середине 2011 года SOCOM начал вывод Mk 12 SPR из эксплуатации и заменял её винтовкой SCAR - H "Mk 17". Окончательно завершила свою службу в 2017 году.

## Галерея

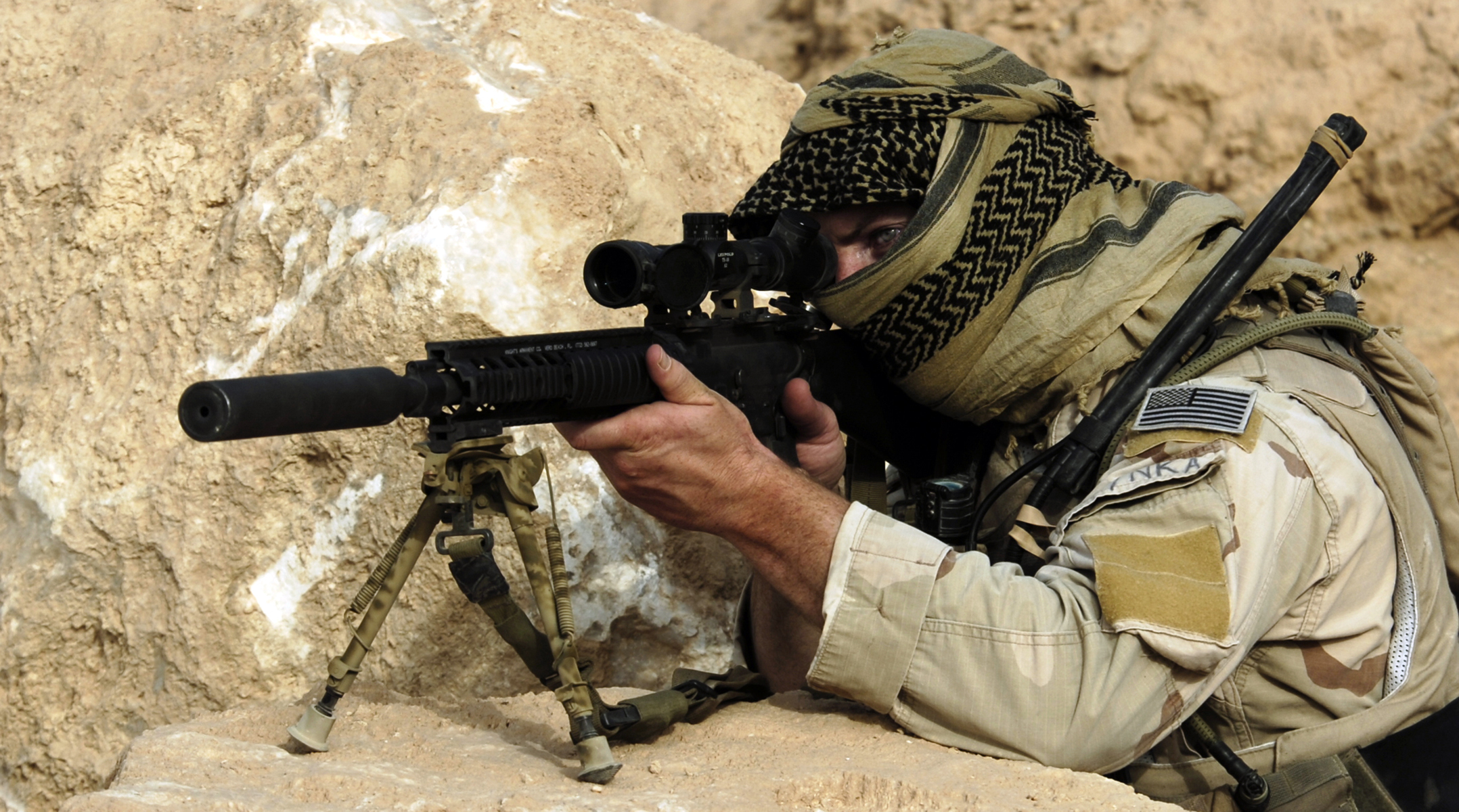
Солдат ССО США целится из винтовки Mk 12 Mod 1.
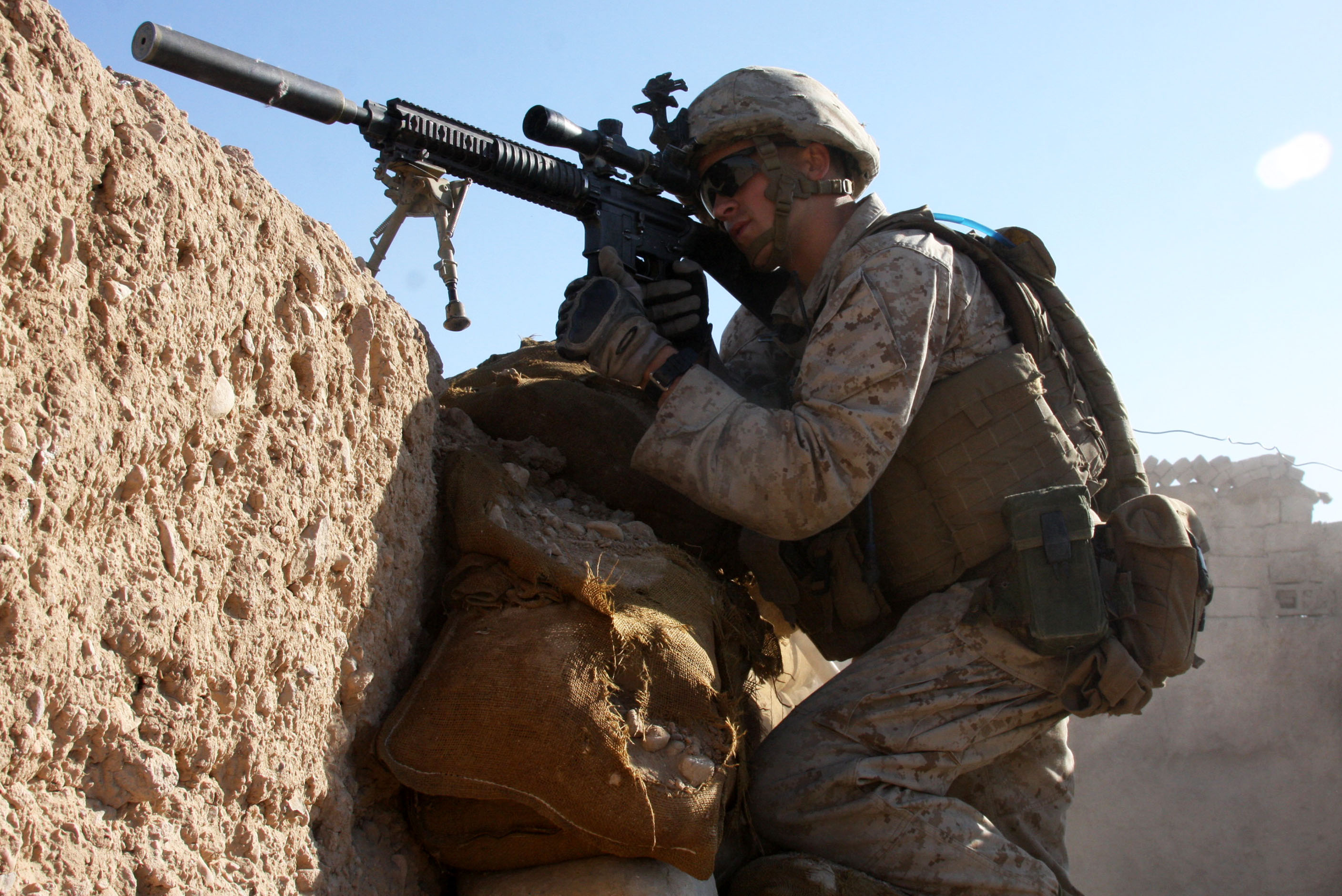
Mk 12 Mod 1 в Афганистане, 2010.
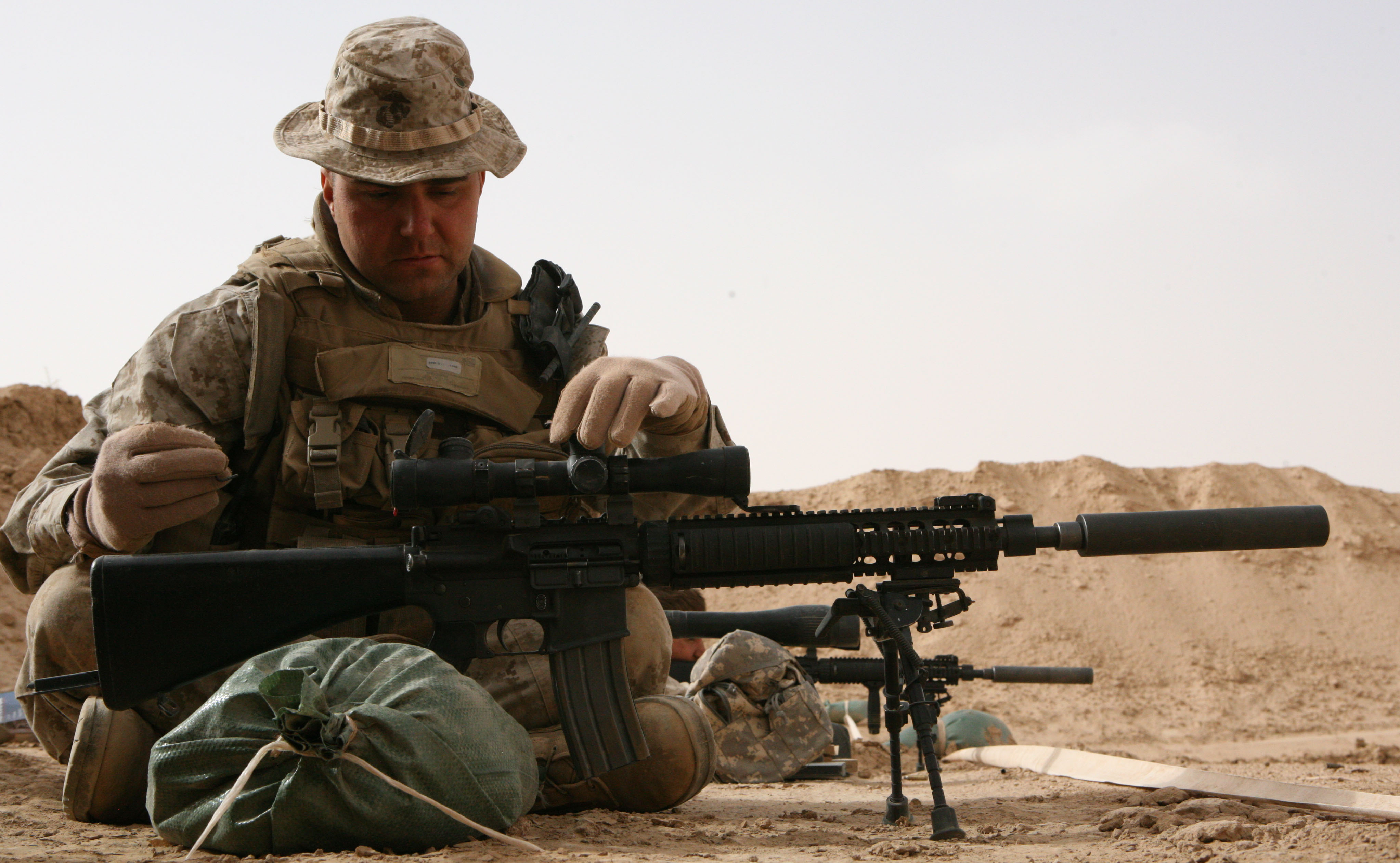
Морпех США с винтовкой MK 12 на учениях в Ираке.